# Torresmenudas
Torresmenudas è un comune spagnolo di 208 abitanti situato nella comunità autonoma di Castiglia e León.